# Геза Толди
Геза Толди (мађ. Toldi Géza; Будимпешта, 11. фебруар 1909 — Будимпешта, 16. август 1985) био је мађарски фудбалер. Играо је за Ференцварош, и за репрезентацију Мађарске, где је од 1936. био и капитен. Постигао је гол на Светском првенству у фудбалу 1938.
Између 1950. и 1954. тренирао је дански тим Оденсе, пре него што је постао главни тренер Орхуса од 1954. до 1956. године, где је постао главни тренер и први који је освојио данску дуплу круну у својој првој сезони 1954–55. Освојио је своје друго првенство Данске са Орхусом у сезони 1955–56, а затим преузео функцију селектора белгијске фудбалске репрезентације, на шест утакмица од 27. октобра 1957. до 26. маја 1958. године. Наследио га је Констант Ванден Шток.
Након тога, постао је тренер у белгијског првој лиги у екипи Берхем Спорт у сезони 1958-59 и 1959-60, пре него што се поново вратио у Данску као тренер Орхуса од 1960. до 1964. године, освојивши дуплу круну 1960. године чиме је постао најбољи тренер у веома дугој историји клуба. Тренирао је и Болдклабен 1909.